# Amerikaanse hoornschaal
De Amerikaanse hoornschaal of late hoornschaal (Musculium transversum) is een zoetwater tweekleppigensoort uit de familie van de Sphaeriidae. De wetenschappelijke naam van de soort werd in 1829, als Cyclas transversa, voor het eerst geldig gepubliceerd door Thomas Say. Deze invasieve exoot komt inmiddels in diverse Europese landen voor, doch is in Nederland nog steeds zeldzaam.

## Beschrijving
De dunschalig, langwerpig-rechthoekig schelpje van de Amerikaanse hoornschaal kan tot 14 mm hoog worden, maar is meestal kleiner. De kleur is grijsbruin tot créme-grijs.

## Verspreiding
De Amerikaanse hoornschaal komt van oorsprong uit Noord-Amerika. Deze soort werd rond 1850 in Groot-Brittannië ingevoerd, waarna de soort haar invasieve aard toonde door zich over grote delen van het land te verspreiden tot ca. 1900, waarna de soort sterk afnam. M. transversum komt inmiddels in diverse Europese landen voor, kan zich vestigen in een groot aantal leefomgevingen, is tolerant voor vervuiling en kan in grote aantallen optreden, met dichtheden van meer dan 100.000 dieren per vierkante meter (Mississippi, USA). Dergelijke dichtheden worden in Europa niet gehaald, in Frankrijk lag het maximum rond de 100 individuen per vierkante meter. Tot 2004 slechts bekend van twee plaatsen in Nederland, namelijk het IJsselmeer bij Amsterdam (1954) en in de Drentsche Aa. Op de locatie in het IJsselmeer is de soort al geruime tijd verdwenen.
Euglesa:
casertana · 
compressa · 
conventus · 
edlaueri · 
globularis · 
henslowana · 
hinzi · 
lilljeborgi · 
maasseni · 
pulchella · 
subtruncata · 
waldeni

Odhneripisidium:
annandalei · 
moitessierianum · 
stewarti · 
tenuilineatum

Musculium:
lacustre · 
†subtile · 
transversum

Pisidium:
amnicum · 
†clessini · 
hibernicum · 
milium · 
nitidum · 
obtusalis · 
obtusale obtusale · 
obtusale lapponicum · 
personatum · 
pseudosphaerium · 
supinum

Sphaerium:
asiaticum · 
corneum · 
†icenicum · 
nitidum · 
nucleus · 
ovale · 
rivicola · 
†rosmalense · 
solidum · 
†subsolidum